# Вардер (Округ Рендсбург-Екернферде)
Вардер (њем. Warder) општина је у њемачкој савезној држави Шлезвиг-Холштајн. Једно је од 165 општинских средишта округа Рендсбург. Према процјени из 2010. у општини је живјело 599 становника. Посједује регионалну шифру (AGS) 1058168.

## Географски и демографски подаци
Вардер се налази у савезној држави Шлезвиг-Холштајн у округу Рендсбург. Општина се налази на надморској висини од 28 метара. Површина општине износи 8,7 km². У самом мјесту је, према процјени из 2010. године, живјело 599 становника. Просјечна густина становништва износи 69 становника/km².